# Divizia Națională (rugby)
Divizia Națională de Seniori este al doilea eșalon valoric al rugby-ului în România. Este organizată în fiecare an de Federația Română de Rugby. Este alcătuită din zece cluburi.

## Format
Din sezonul 2010, s-a trecut la sistemul primăvară-toamnă. Divizia Națională de Seniori – al doilea eșalon unde vor participa echipele clasate pe locurile 9 – 12 din fosta Divizia Națională de Seniori, ediția 2010, precum și primele patru echipe din Divizia A, ediția 2010. În Divizia Natională se vor disputa jocuri tur-retur (cate două), 28 de etape. Primele două echipe promovează automat in Superliga, iar ultimele două retrogradează in Divizia A.

## Echipe
| București RCM Galați CS Suceaca CS Năvodari CSU AV Arad Poli Iași CS Bârlad RC Stejarul Buzău Știința Petroșani Echipe din București Steaua U23 CSM U23 Localizarea cluburilor | La ediția 2015-2016 a Diviziei Naționale de rugby participă zece cluburi. - CSM Bucovina Suceava - CS Năvodari - CSA Steaua București U23 - CSM Olimpia București U23 - CSU Aurel Vlaicu Arad - CS Politehnica Iași - CS Rulmentul Bârlad - RCM Galați - RC Stejarul Buzău - Știința Petroșani |

### Lista campioanelor eșalonului secund al României la rugby
| Sezonul | Campionii                     | Locul II           | Locul III               |
| ------- | ----------------------------- | ------------------ | ----------------------- |
| 1984-85 | Sportul Studențesc            | Rapid Chimia Buzău | CSM Suceava             |
| 2003-04 | Sportul Studențesc            | Metrorex București | Constructorul Constanța |
| 2003-04 | Universitatea Remin Baia Mare | Arpechim Pitești   | CFR Brașov              |
| 2007-08 | Cleopatra Constanța           | Metrorex București | Știința Petroșani       |
| 2009-10 | Stejarul Buzău                | Olimpia București  | Siromex Baia Mare       |
| 2015    | Știința Petroșani             |                    |                         |
| 2016-17 | CSM Bucovina Suceava          | CS Năvodari        | Stejarul Buzău          |
| 2020    | Știința Petroșani             |                    |                         |
| 2021    | Știința Petroșani             | Năvodari           | RC Bârlad               |